# 邦加 (利比里亞)
邦加（或Gbanga）是西非國家利比里亞北部的城市，也是邦縣的首府，位於首都蒙羅維亞東北165公里，毗鄰與幾內亞接壤的邊界，經濟活動包括家禽養殖和橡膠加工，2006年人口46,395。